# Phaeophilacris brevipes
Phaeophilacris brevipes är en insektsart som beskrevs av Lucien Chopard 1957. Phaeophilacris brevipes ingår i släktet Phaeophilacris och familjen syrsor. Inga underarter finns listade i Catalogue of Life.